# Liste der denkmalgeschützten Objekte in Kainach bei Voitsberg
Die Liste der denkmalgeschützten Objekte in Kainach bei Voitsberg enthält die 6 denkmalgeschützten, unbeweglichen Objekte der österreichischen Gemeinde Kainach bei Voitsberg im steirischen Bezirk Voitsberg.

## Denkmäler
| Foto |                 | Denkmal                                                                               | Standort                                          | Beschreibung | Metadaten |
| ---- | --------------- | ------------------------------------------------------------------------------------- | ------------------------------------------------- | --- | --- |
| ja   | Datei hochladen | Kath. Filialkirche St. Radegund am heiligen Wasser HERIS-ID: 101406 Objekt-ID: 117734 | bei Hadergasse 19 Standort KG: Gallmannsegg       | Die an einer Heilquelle gelegene Wallfahrtskirche lässt sich bis ins mittlere 17. Jahrhundert zurückverfolgen. Es handelt sich um eine einfache Saalkirche mit angestelltem zwiebelbehelmten Turm. | BDA-Hist.: Q18624101 Status: § 2a Stand der BDA-Liste: 2025-06-30 Name: Kath. Filialkirche St. Radegund am heiligen Wasser GstNr.: .82 Filialkirche St. Radegund am heiligen Wasser, Gallmannsegg |
| ja   | Datei hochladen | Burgruine Hauenstein/Hanstein HERIS-ID: 65617 Objekt-ID: 78469                        | südlich Gallmannsegg 59 Standort KG: Gallmannsegg | Die ehemalige Höhenburg stammt aus der Zeit um 1200 und wurde um 1600 aufgegeben. Sie besteht aus einem Wohnturm und einer Ringwallanlage, beide aus Bruchsteinmauerwerk. | BDA-Hist.: Q7378773 Status: Bescheid Stand der BDA-Liste: 2025-06-30 Name: Burgruine Hauenstein/Hanstein GstNr.: .137 Burg Hauenstein (Styria)                                                    |
| ja   | Datei hochladen | Bildstock, Gurzgruber-Kreuz HERIS-ID: 101335 Objekt-ID: 117660                        | östlich Hadergasse 22 Standort KG: Gallmannsegg   | Der Pfeilerbildstock wurde um 1900 errichtet. Er enthält eine vergitterte Hauptnische mit einer Figur und eine Obernische mit einer rezenten Malerei (Darstellung der Wallfahrtskirche auf der Gleinalm). | BDA-Hist.: Q37787507 Status: § 2a Stand der BDA-Liste: 2025-06-30 Name: Bildstock, Gurzgruber-Kreuz GstNr.: 1000 Gurzgruber-Kreuz                                                                 |
| ja   | Datei hochladen | Kath. Pfarrkirche hl. Georg und ehem. Friedhof HERIS-ID: 51557 Objekt-ID: 57234       | Kainach bei Voitsberg 1 Standort KG: Kainach      | Die katholische Pfarrkirche zum hl. Georg wurde urkundlich erstmals 1245 erwähnt und war bis 1786 dem Stift St. Lambrecht inkorporiert. An der Stelle einer älteren Kirche, die angeblich 1422 erbaut wurde, steht ein Neubau aus den Jahren 1722–1725, der den alten gotischen Westturm einschließt. Der Turm wurde 1587 vollendet. Das Langhaus ist dreischiffig und fünfjochig, die Seitenschiffe mit Emporen, die Seitenkapelle im Süden und die Sakristei im Norden erzeugen einen kreuzförmigen Grundriss. Der Chor folgt übergangslos und einjochig, mit 3/8-Schluss. Gedeckt ist die gesamte Kirche mit einem Kreuzgewölbe auf Gurten. Der Hochaltar mit dem Altarblatt hl. Georg stammt vom Anfang des 18. Jahrhunderts, der Aufsatz mit Statuen von Balthasar Prandtstätter aus dem 2. Viertel des 18. Jahrhunderts. | BDA-Hist.: Q18629829 Status: § 2a Stand der BDA-Liste: 2025-06-30 Name: Kath. Pfarrkirche hl. Georg und ehem. Friedhof GstNr.: .178 Kath. Pfarrkirche hl. Georg und ehem. Friedhof (Kainach)      |
| ja   | Datei hochladen | Pfarrhof HERIS-ID: 101428 Objekt-ID: 117756                                           | Kainach bei Voitsberg 1 Standort KG: Kainach      | | BDA-Hist.: Q37787798 Status: § 2a Stand der BDA-Liste: 2025-06-30 Name: Pfarrhof GstNr.: .192 |
| ja   | Datei hochladen | Storchenschlössel, Zehenthof HERIS-ID: 37252 Objekt-ID: 36342                         | Hemmerberg 49 Standort KG: Kohlschwarz            | Das sogenannte Storchenschlössl ist ein ehemaliger Zehenthof aus dem 17. Jahrhundert, in dessen Obergeschoß sich eine Kapelle (jedoch ohne Ausstattung) befindet. Ein Portal des Hofs ist mit 1886 bezeichnet. | BDA-Hist.: Q37974668 Status: Bescheid Stand der BDA-Liste: 2025-06-30 Name: Storchenschlössel, Zehenthof GstNr.: .62 Storchenschlössel                                                            |